# Atletisme als Jocs Olímpics d'Estiu de 1912 - llançament de disc masculí

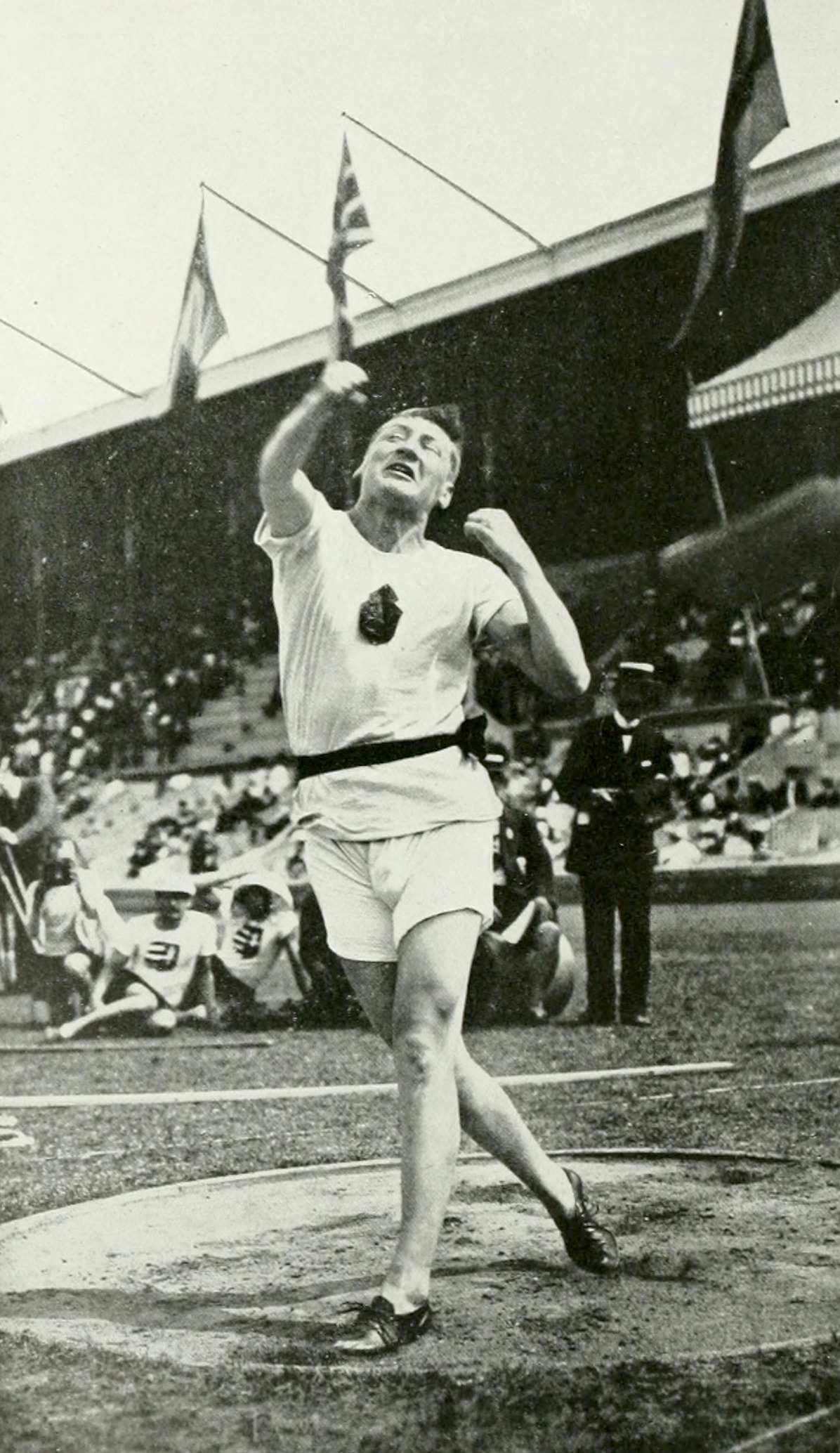
Armas Taipale, medalla d'or.

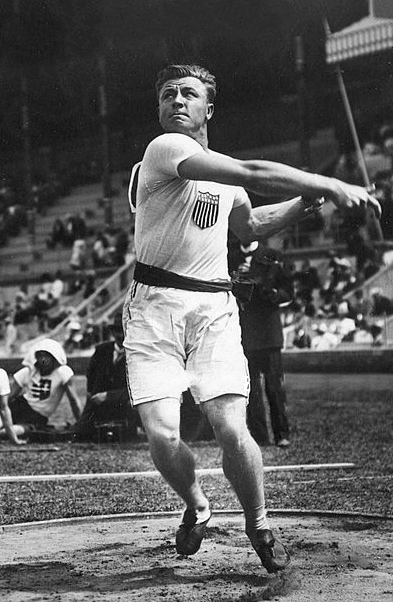
Richard Byrd, medalla de plata.

El llançament de disc masculí va ser una de les proves del programa d'atletisme disputades durant els Jocs Olímpics d'Estocolm de 1912. Aquesta va ser la cinquena vegada que es disputava aquesta competició, sent una de les 12 que s'han disputat en totes les edicions dels Jocs. La prova es va disputar el divendres 12 de juliol i hi van prendre part 41 atletes de 15 nacions diferents.

## Medallistes
| Or                  | Plata              | Bronze             |
| Armas Taipale (FIN) | Richard Byrd (USA) | James Duncan (USA) |

## Rècords
Aquests eren els rècords del món i olímpic que hi havia abans de la celebració dels Jocs Olímpics de 1912.
| Rècord del Món | 47.58 | James Duncan    | Nova York (USA) | 27 de maig de 1912   |
| Rècord Olímpic | 40.89 | Martin Sheridan | Londres (GBR)   | 16 de juliol de 1908 |

## Resultats
Fins a set llançadors van superar el rècord olímpic de 40,89 metres, començant per Duncan i Niklander en el primer llançament. Niklander fou el millor de la primera ronda. En la segona ronda Mucks també el superà, així com Taipale, Byrd i novament Duncan. Els 43,91 metres de Taipale foren una marca que cap altre llançador aconseguiria superar. Philbrook i Tronner van millorar l'antic rècord olímpic en el tercer llançament, però quedant lluny de les posicions de podi. Niklander, després del bon primer llançament, va ser incapaç de fer cap altra llançament vàlid i acabà en quarta posició.
En els tres llançaments de millora de la final Byrd i Duncan foren incapaços de millorar el resultat, mentre Taipale acabà fent, en el sisè llançament, una marca de 45,21 metres, gairebé 3 metres més que Byrd.
| Pos. | Atleta                    | Ronda preliminar | Ronda preliminar | Ronda preliminar | Ronda preliminar | Final    | Final | Final    | Millor tir |  |
| Pos. | Atleta                    | 1                | 2                | 3                | Pos.             | 4        | 5     | 6        | Millor tir |  |
| ---- | ------------------------- | ---------------- | ---------------- | ---------------- | ---------------- | -------- | ----- | -------- | ---------- |  |
| 1    | Armas Taipale (FIN)       | 36.94            | 43.91 OR         | —                | 1r               | 44.34 OR | —     | 45.21 OR | 45.21      |  |
| 2    | Richard Byrd (USA)        | 37.48            | 42.32            | —                | 2n               | 41.09    | —     | —        | 42.32      |  |
| 3    | James Duncan (USA)        | 41.61            | 42.28            | —                | 3r               | 41.33    | —     | —        | 42.28      |  |
|      |                           |                  |                  |                  |                  |          |       |          |            |  |
| 4    | Elmer Niklander (FIN)     | 42.09 OR         | —                | —                | 4t               |          |       |          | 42.09      |  |
| 5    | Hans Tronner (AUT)        | 39.97            | —                | 41.24            | 5è               | 41.24    |       |          |            |  |
| 6    | Arlie Mucks (USA)         | 40.54            | 40.93            | —                | 6è               | 40.93    |       |          |            |  |
| 7    | George Philbrook (USA)    | 38.14            | 38.55            | 40.92            | 7è               | 40.92    |       |          |            |  |
| 8    | Emil Magnusson (SWE)      | 39.91            | —                | —                | 8è               | 39.91    |       |          |            |  |
| 9    | Rezsõ Újlaki (HUN)        | 39.82            | —                | —                | 9è               | 39.82    |       |          |            |  |
| 10   | Einar Nilsson (SWE)       | 37.26            | 38.77            | 39.69            | 10è              | 39.69    |       |          |            |  |
| 11   | Ralph Rose (USA)          | 37.24            | 38.82            | 39.65            | 11è              | 39.65    |       |          |            |  |
| 12   | Emil Muller (USA)         | 37.91            | 38.69            | 39.35            | 12è              | 39.35    |       |          |            |  |
| 13   | Michalis Dorizas (GRE)    | —                | 39.28            | —                | 13è              | 39.28    |       |          |            |  |
| 14   | Duncan Gillis (CAN)       | 39.01            | —                | —                | 14è              | 39.01    |       |          |            |  |
| 15   | Verner Järvinen (FIN)     | 34.15            | 38.60            | —                | 15è              | 38.60    |       |          |            |  |
| 16   | Josef Waitzer (GER)       | 38.44            | —                | —                | 16è              | 38.44    |       |          |            |  |
| 17   | František Janda-Suk (BOH) | 32.41            | 36.83            | 38.31            | 17è              | 38.31    |       |          |            |  |
| 18   | Aurelio Lenzi (ITA)       | 35.58            | 38.19            | —                | 18è              | 38.19    |       |          |            |  |
| 19   | Károly Kobulszky (HUN)    | 37.81            | 38.15            | —                | 19è              | 38.15    |       |          |            |  |
| 20   | Lawrence Whitney (USA)    | 34.87            | 37.91            | —                | 20è              | 37.91    |       |          |            |  |
| 21   | György Luntzer (HUN)      | 37.88            | —                | —                | 21è              | 37.88    |       |          |            |  |
| 22   | Avery Brundage (USA)      | 37.48            | 37.85            | —                | 22è              | 37.85    |       |          |            |  |
| 23   | Gunnar Nilsson (SWE)      | —                | 37.44            | —                | 23è              | 37.44    |       |          |            |  |
| 24   | Emil Welz (GER)           | 36.16            | 37.24            | —                | 24è              | 37.24    |       |          |            |  |
| 25   | Samu Fóti (HUN)           | 35.51            | —                | 36.37            | 25è              | 36.37    |       |          |            |  |
| 26   | Gunnar Bolander (SWE)     | —                | 36.22            | —                | 26è              | 36.22    |       |          |            |  |
| 27   | Carl Lind (SWE)           | —                | 35.04            | 36.07            | 27è              | 36.07    |       |          |            |  |
| 28   | Folke Fleetwood (SWE)     | 32.09            | 32.89            | 35.06            | 28è              | 35.06    |       |          |            |  |
| 29   | Josef Schäffer (AUT)      | —                | 34.87            | —                | 29è              | 34.87    |       |          |            |  |
| 30   | André Tison (FRA)         | 34.73            | —                | —                | 30è              | 34.73    |       |          |            |  |
| 31   | Marcel Pelletier (LUX)    | 33.73            | —                | —                | 31è              | 33.73    |       |          |            |  |
| 32   | Walter Henderson (GBR)    | —                | 33.61            | —                | 32è              | 33.61    |       |          |            |  |
| 33   | Mór Kóczán (HUN)          | 33.30            | —                | —                | 33è              | 33.30    |       |          |            |  |
| 34   | Mgirdiç Migiryan (TUR)    | —                | —                | 32.98            | 34è              | 32.98    |       |          |            |  |
| 35   | Nikolay Neklapaev (RUS)   | 32.59            | —                | —                | 35è              | 32.59    |       |          |            |  |
| 36   | Charles Lagarde (FRA)     | 30.76            | —                | 32.35            | 36è              | 32.35    |       |          |            |  |
| 37   | Henning Möller (SWE)      | —                | 32.23            | —                | 37è              | 32.23    |       |          |            |  |
| 38   | Miroslav Šustera (BOH)    | 31.83            | —                | —                | 38è              | 31.83    |       |          |            |  |
| 39   | Ēriks Vanags (RUS)        | —                | 31.34            | —                | 39è              | 31.34    |       |          |            |  |
| 40   | Otto Nilsson (SWE)        | 31.07            | —                | —                | 40è              | 31.07    |       |          |            |  |
| 41   | Paul Willführ (GER)       | —                | —                | —                | 41è              | Cap      |       |          |            |  |